# Kolhabi
Kolhabi (nepalski: कोल्हबी) – gaun wikas samiti w środkowej części Nepalu w strefie Narajani w dystrykcie Bara. Według nepalskiego spisu powszechnego z 2001 roku liczył on 1028 gospodarstw domowych i 5690 mieszkańców (2830 kobiet i 2860 mężczyzn).